# Ossyp Makowej
Ossyp Stepanowytsch Makowej (ukrainisch  Осип Степанович Маковей; * 23. August 1867 in Jaworiw, Königreich Galizien und Lodomerien; † 21. August 1925 in Salischtschyky, Galizien) war ein ukrainischer Schriftsteller, Literaturwissenschaftler und Übersetzer.

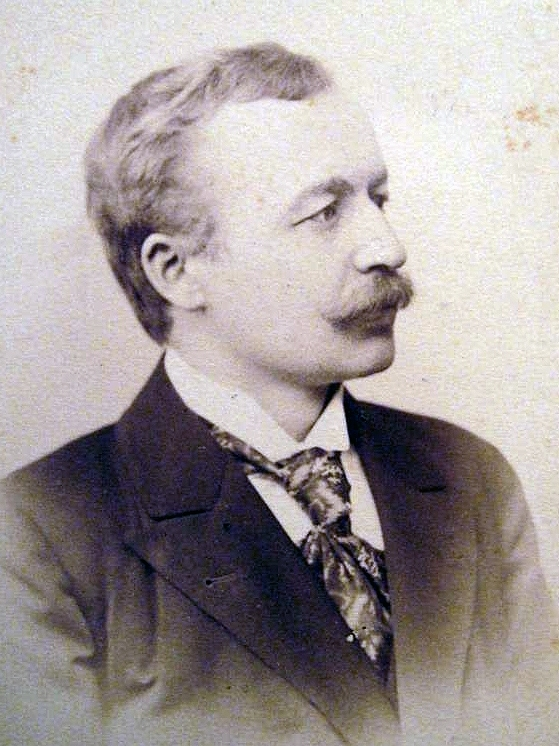
Ossyp Makowej

## Leben
Als Sohn eines Kürschners besuchte Makowej die Volksschule in seinem Geburtsort und von 1879 bis 1887 das Gymnasium in Lemberg. Danach studierte er an der philosophischen Fakultät der (1863 polonisierten) Universität Lemberg.
Nach dem Studium widmete sich Makowej der Journalistik, zuerst als Mitarbeiter der Lemberger „Zorija“, dann ab 1895 als Chefredakteur der „Bukowyna“, der er zu einer breiteren Resonanz in der slawischen Welt verhalf. 1897 wurde er als Redakteur der neuen Zeitschrift „Literaturnonaukowyj visnyk“ nach Lemberg berufen, wo er mit Iwan Franko, Mychajlo Pawlyk, Wolodymyr Hnatjuk und Mychajlo Hruschewskyj zusammenarbeitete.
Im Frühjahr 1899 erhielt Makowej ein staatliches Stipendium für junge Schriftsteller an der Universität Wien. Bei Vatroslav Jagić schrieb er eine Arbeit über das Poem „Osman“ des kroatischen Dichters Ivan Gundulić. Es schildert den Kampf der Polen und der Saporoger Kosaken gegen die Türken im Osmanisch-Polnischen Krieg 1620–1621 und die siegreiche Schlacht bei Chocim.

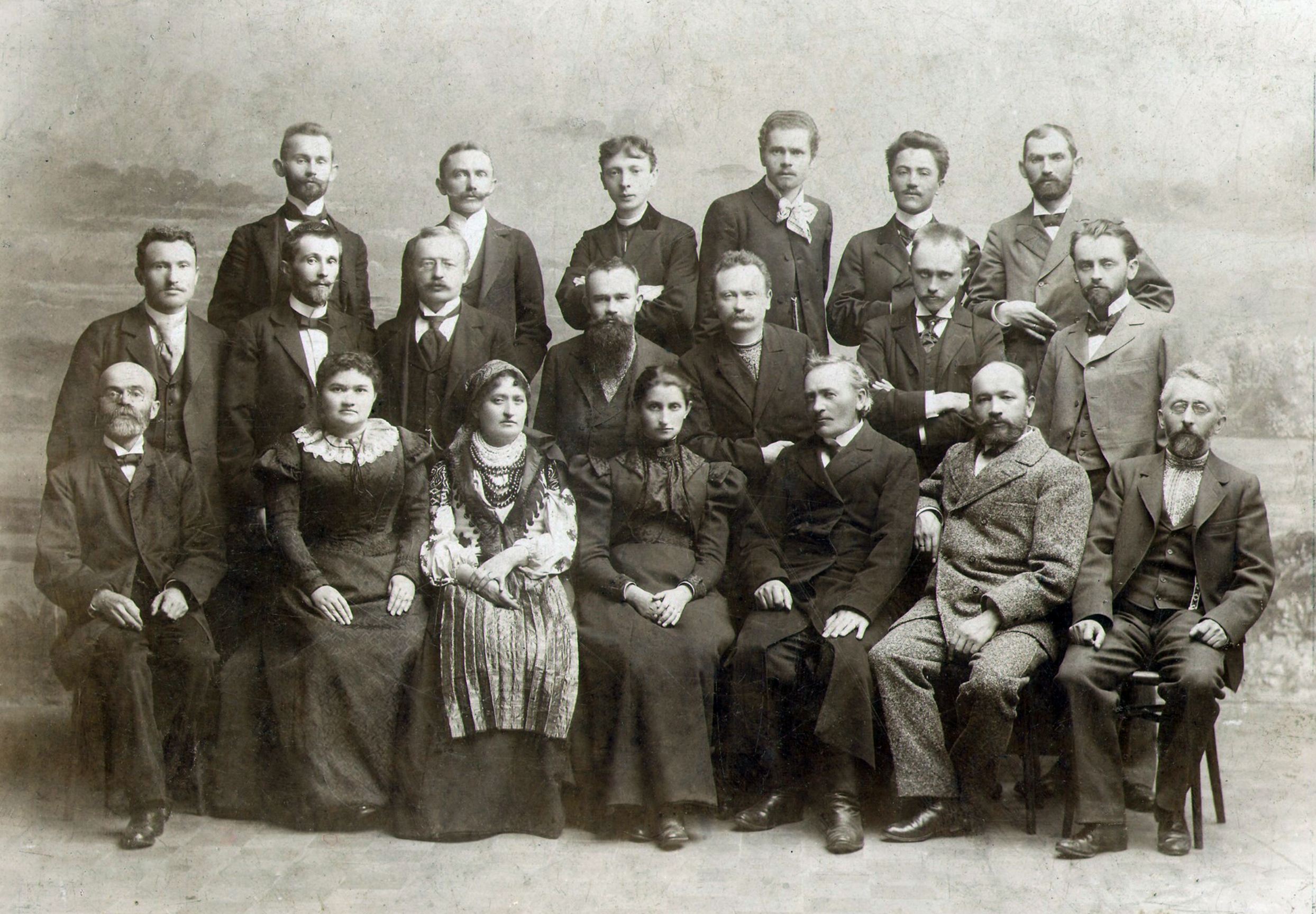
Der Vorstand und die Mitglieder der Wissenschaftlichen Gesellschaft Schewtschenko anlässlich des 100. Jahrestages der Veröffentlichung der Enejida von Iwan Kotljarewskyj, Lwiw, 31. Oktober 1898: In der ersten Reihe sitzend: Mychajlo Pawlyk, Jewhenija Jaroschynska, Natalija Kobrynska, Olha Kobyljanska, Sylvester Lepkyi, Andrij Tschajkowskyj, Kost Pankiwskyj. In der zweiten Reihe stehend: Iwan Kopatsch, Wolodymyr Hnatjuk, Ossyp Makowej, Mychajlo Hruschewskyj, Iwan Franko, Oleksandr Kolessa, Bohdan Lepkyj. In der dritten Reihe stehend: Iwan Petruschewytsch, Filaret Kolessa, Jossyp Kyschakewytsch, Iwan Trusch, Denys Lukianowytsch, Mykola Iwasjuk.

1899 kehrte Makowej in die Bukowina zurück und unterrichtete am Lehrerseminar und später auch an der Franz-Josephs-Universität Ukrainistik.
Mit einer Dissertation über den ukrainischen Dichter Pantelejmon Kulisch promovierte Makowej 1902 zum Dr. phil. Er trug viel dazu bei, dass die Werke der Bukowiner Dichter Jurij Fedkowytsch, Isidor Worobkiewicz, Olha Kobyljanska und anderer populär wurden. Er gab die gesammelten Werke von Fedkowytsch und Worobkiewicz heraus und schrieb zu Werk und Leben von Fedkowytsch.
1910 verließ Makowej Czernowitz wegen Spannungen zu einigen Anführern ukrainischer Kreise, die er in seinen satirischen Werken gegeißelt hatte. Bis 1913 lebte er wieder in Lemberg, wo er am Mädchengymnasium unterrichtete. 1913 wurde er Direktor des Lehrerseminars im galizischen Städtchen Salischtschyky, wo er mit der Kriegsunterbrechung bis an sein Lebensende blieb.
Im Ersten Weltkrieg war er Dolmetscher und Postzensor der k. k. Armee. In seinen Gedichten, Novellen und Skizzen der Kriegs- und Nachkriegsjahre schilderte er Gräuel der Frontkämpfe und das tragische Schicksal russischer und österreichischer Ukrainer, die sich als ethnische Brüder fühlten und doch aufeinander schießen mussten („Blutiges Feld“, 1921).
Im Februar 1921 wurde er von den polnischen Behörden für einige Wochen im Czortkower Gefängnis inhaftiert, weil er sein Gymnasium „ukrainisiert“ habe.
In Czernowitz sind am Gebäude des ehemaligen Lehrerseminars und am Wohnhaus in der ehemaligen Dreifaltigkeitsgasse (heute Bohdan-Chmelnyzkyj-Straße) Gedenktafeln angebracht.

## Werk
Die ersten literarischen Versuche fallen in die Lemberger Studienzeit. Seine Nachdichtungen von Ovid und Heine und das Gedicht „Verbotene Äpfel“, noch auf der Schulbank geschrieben, veröffentlichte er in der Zeitschrift „Zorija“. In führenden ukrainischen Zeitschriften und Almanachen erschienen „Gedichte“ (1895), „Reise nach Kiew“ (1897) und „Der Winselaffe“ (1911). Dieses satirische Poem richtete sich gegen pseudopatriotische galizische Politiker (Rychlo und Liubkivskyj, 2009). In Periodika erschienen mehrere dichterische Zyklen: „Trauer und Spott“ (1896), „Gedanken in den Bergen“ (1899), „Aufrufe“ (1905) und „Strophen“ (1911).
Seit dem Ende des 19. Jahrhunderts schrieb Makowej vor allem Prosa, so die Erzählbände „Frühlingsstürme“ (1895), „Savèchyas Sorgen“ (1896), „Unsere Bekannte“ (1901), „Erzählungen“ (1904), „Jaroschenko“ (1905) und „Eremit aus Putna“ (1909). In seinen Erzählungen und Novellen schilderte Makowej das schwere Leben galizischer und bukowinischer Bauern, den Alltag der Bewohner von Kleinstädten und Bilder der ukrainischen Vergangenheit.
Makowej übersetzte aus mehreren Sprachen in die ukrainische Sprache und bereicherte die ukrainische Literatur mit seinen Auslegungen der Werke von polnischen, deutschen, österreichischen, dänischen, französischen und angloamerikanischen Autoren: Adam Mickiewicz, Henryk Sienkiewicz, Eliza Orzeszkowa, Stefan Żeromski; Heinrich Heine, Conrad Ferdinand Meyer; Hermann Sudermann, Marie von Ebner-Eschenbach; Jákup Jakobsen; Guy de Maupassant, Alphonse Daudet, Émile Zola; Mark Twain, Jerome K. Jerome.